# Sergio Espinosa
Sergio Segundo Espinosa Cavieres (* 25. Dezember 1928; † 10. August 2015) war ein chilenischer Fußballspieler. Der Stürmer wurde mit Audax Italiano chilenischer Meister 1957 und absolvierte sechs Länderspiele für Chile.

## Vereinskarriere
Sergio Espinosa spielte mindestens von 1951 bis 1957 für Audax Italiano. Mit dem Klub italienischer Einwanderer gewann er die Meisterschaft 1957 und trug zu dieser mit elf Toren in 15 Spielen entscheidend bei.

## Nationalmannschaft
In der Nationalmannschaft debütierte Sergio Espinosa in der Copa del Pacífico 1954 bei der 2:4-Niederlage gegen Peru. Er wurde für die Südamerikameisterschaften 1955, 1956 und 1957 nominiert. Beim Campeonato Sudamericano 1957 absolvierte Espinosa sein letztes Länderspiel beim 3:2-Erfolg über Kolumbien. In diesem Spiel gelang ihm das einzige Länderspieltor zur zwischenzeitlichen 3:1-Führung. Insgesamt absolvierte Espinosa sechs Spiele für La Roja.

## Erfolge
- Chilenischer Meister: 1957